# Tubing
Tubing (también conocido como  tubo interior, "tubo parachoques" o incluso toobing) es una actividad recreativa donde un individuo se coloca en la parte superior de una cámara neumática, ya sea en el agua o nieve.Los tubos son también conocidos como "donuts" o  "galletas" debido a su forma.

## Variantes

### Agua

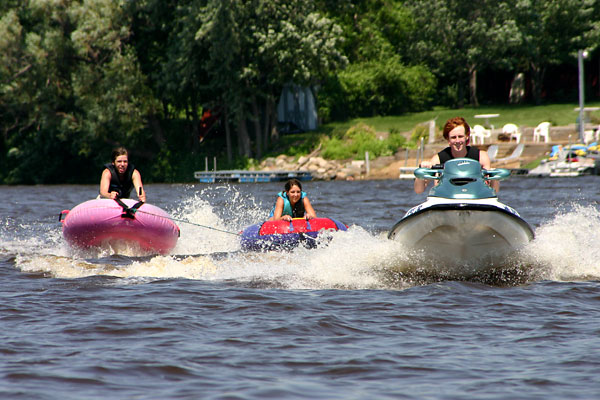
Towed tubing behind a personal watercraft on the Mississippi River

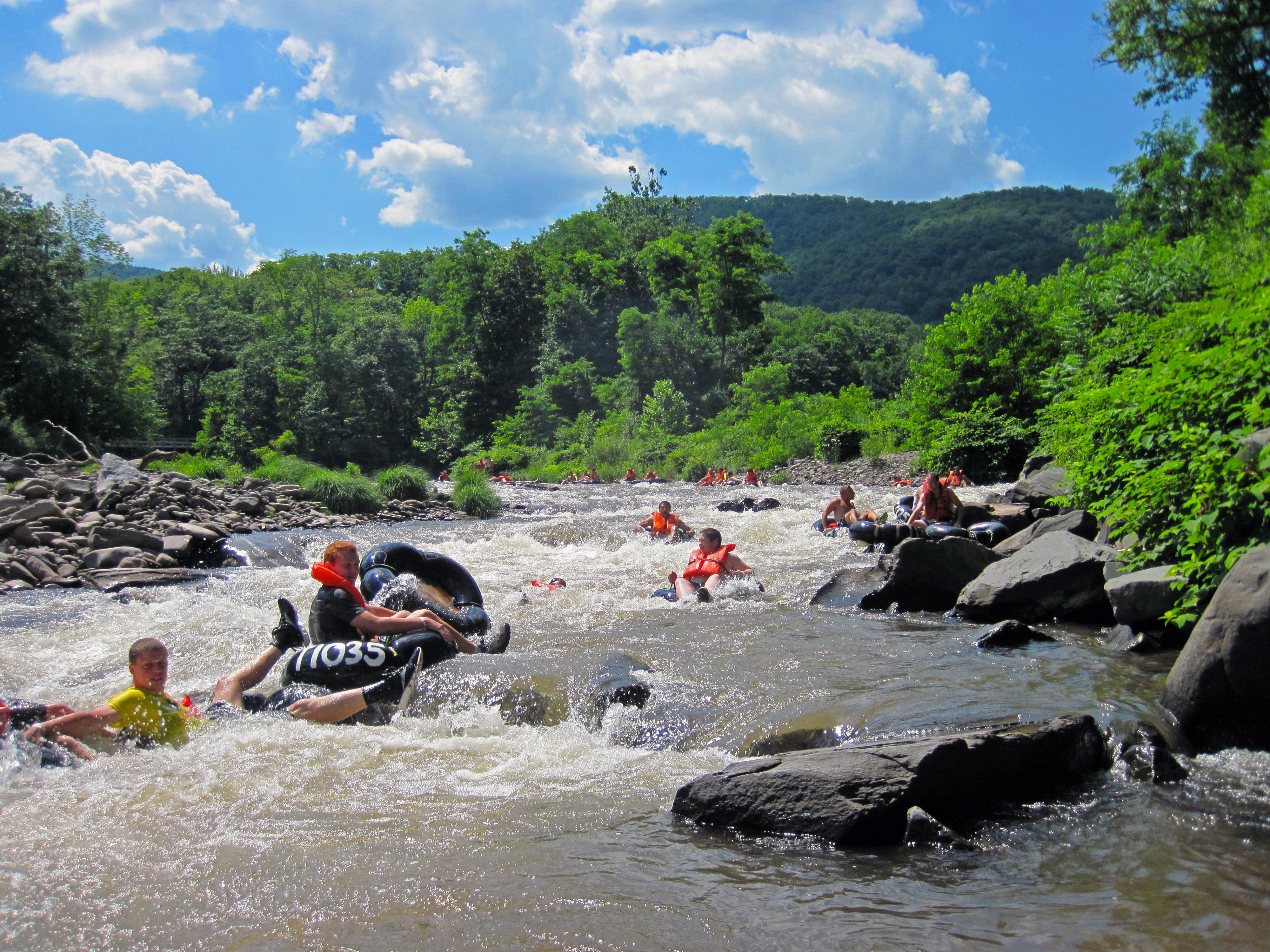
Free-floating tubers on Esopus Creek in the Catskill Mountains of New York

El tubing en agua por lo general consta de dos formas: arrastre y flotado libre, también conocido como descenso en el río. De acuerdo a La Revista Time , el tubing fue inventado en Tailandia por la Princesa Chumbhot de Nagar Svarga, en algún momento, a mediados del siglo 20'.
El tubing de arrastre por lo general se lleva a cabo en un lugar con mucha agua como un lago o un río. Uno o varios corredores (también llamados "tubers") atan sus tubos a una embarcación como un bote de motor o a moto acuática. Los corredores son remolcados a través del agua por una embarcación.
En el tubing de flotado libre, las personas que lo practican no están amarradas y con frecuencia son llevadas por la corriente de un canal de agua. Los tubers reman con las manos a veces con guantes utilizados a para dirigir el tubo. Los tubos pueden ser equipados con cubiertas de tubo o "skins". Estas cubiertas son de tela, y cubren el fondo del tubo, los lados, y tiene una falda que cubre el diámetro interior, dejando espacio para que la persona se siente. Las cubiertas pueden ser alterados con bolsillos, pueden tener asas para que el individuo se sostenga de ahí. Se desaconseja el atar algo a los tubos o usar cuerdas ya que se puede quedar atado o envuelto en ellos y posiblemente ahogarse. El Esopus Creek en Catskill Mountain, New York es un lugar frecuente para el tubing, empezando en Fenicia y procediendo hacia el este. Como en todos los deportes acuáticos los tubers deben usar equipo de seguridad adecuado, como chalecos salva vidas, zapatos protectores de agua y cascos. Tubería de agua blanca puede ser divertido y emocionante, el tamaño del tubo permite un tubérculo a montar el río de una manera libre de compromisos que no se encuentra en el rafting o kayak. Los tubers pueden emplear el uso de elementos como cajas secas y bolsas de malla para llevar pequeños objetos personales y empacar basura, latas y botellas de su viaje.
Los populares alquileres de tubing situados junto al río normalmente advierten sobre el vidrio debido a los peligros que son en la orilla. Algunas oficinas del orden público han prohibido barriles que se enfriaron popularmente en tinas metálicas enganchados en tubos más grandes.
Los principales parques acuáticos a menudo tienen cursos referentes al tubing llamados ríos lentos. Estos pueden consistir en un río circular, artificial en el que las personas se transportan o un curso lineal tal como un tobogán de agua.

#### Peligros
El tubing no está exento de peligros, con veintidós muertes en 2011 en Laos.

### Nieve

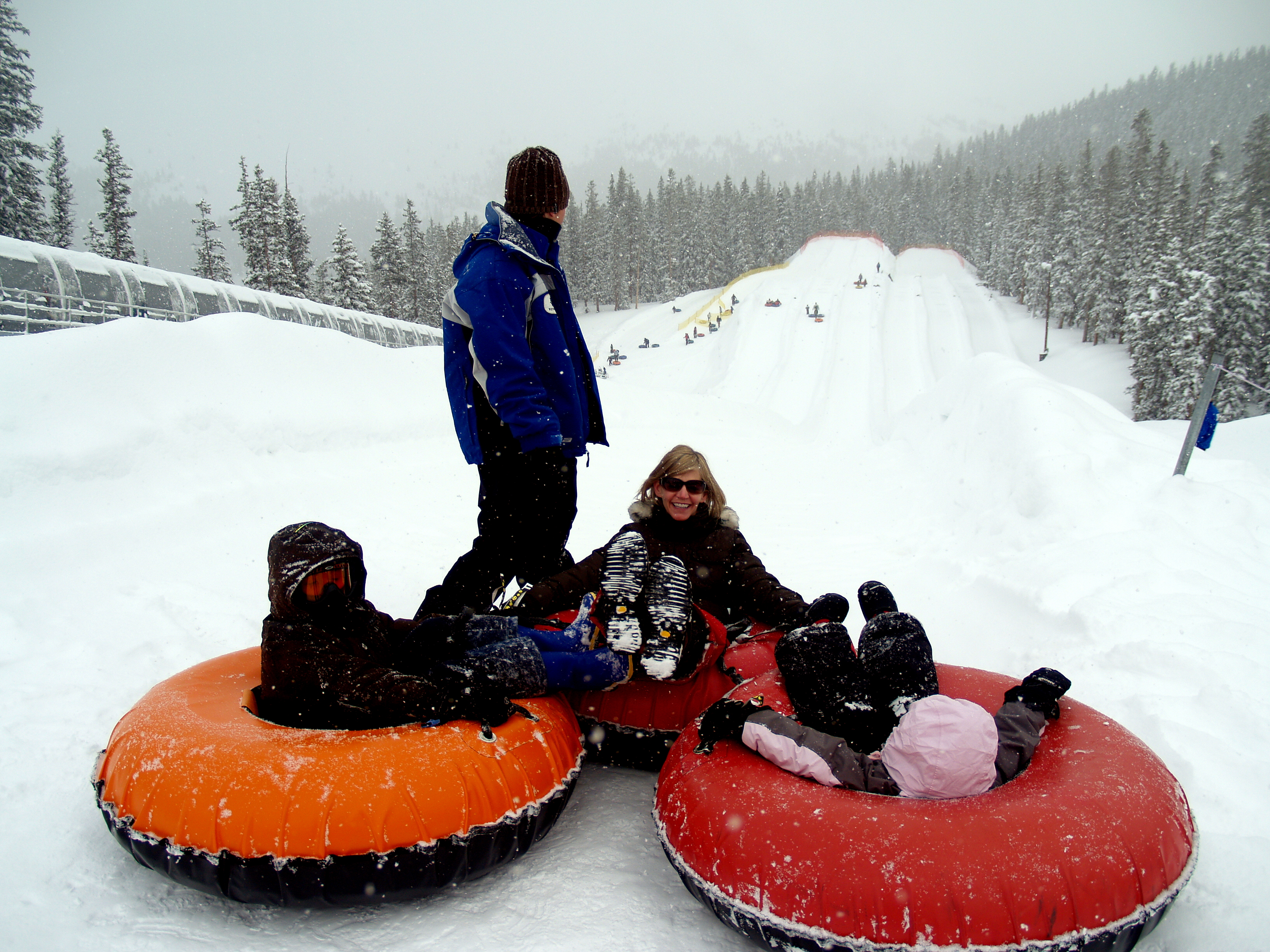
The operator looks to ensure the people below clear the run safely before launching this family. On the left is the magic carpet used to deliver the tubers back up the run from the bottom.

Se dice que el tubing de nieve comenzó en la década de 1820 en las Montañas Alpinas. El tubing de nieve es una actividad de invierno que es similar al trineo. Este tipo de tubing se realiza casi siempre en una colina o pendiente, utilizando la pendiente para propulsar al individuo a la parte inferior de la pendiente. El corredor vuelve a menudo a la parte superior de la pendiente con el tubo para repetir el proceso. La baja cantidad de rozamiento entre la mayoría de los tubos y la nieve permite a las personas alcanzar velocidades considerables durante la trayectoria, principalmente en pendientes pronunciadas. Debido a la forma circular de los tubos de nieve, es extremadamente difícil controlar el rumbo y la velocidad de un tubo mientras se conduce sobre nieve. Si bien una corredor de trineo puede arrastrar sus brazos en la nieve para frenar o dirigir a un grado, tratar esto en un tubo a menudo causará que el tubo gire.Esta falta de control ha ocasionado heridos, algunos de gravedad, cuando los pilotos han golpeado obstáculos tales como árboles, mientras se practica el tubing en la nieve.
Algunas de estaciones de ski ofrecen cursos dedicados exclusivamente al tubing. Estos cursos a menudo tienen pendientes o barreras en la periferia de para guiar los tubos a lo largo de un camino seguro. Se utilizan a menudo cables de remolques de poleas para remolcar a los corredores y los tubos de nuevo a la parte superior del curso después de montar en la parte superior Steamboat Springs, Colorado ski de montaña ofrece tubing de nieve en temporada de ski. Otro ejemplo es el  Frisco Adventure Park Archivado el 21 de octubre de 2014 en Wayback Machine. en el Town of Frisco Archivado el 21 de octubre de 2014 en Wayback Machine., Colorado.
También es posible arrastrar un tubo a través de la nieve detrás de una moto nieve. Esto es similar a un tubo de arrastre en el agua, solo la moto de agua se sustituye por una moto de nieve y el agua con el suelo cubierto de nieve.

### Kite tubing
Una variante de tubing remolcado que empezó a surgir es el llamado "Kite tubing".
Cuando tubos remolcados en se infiltre en aguas altas velocidades, pueden tomar vuelo. Esto es porque el cuerpo del tubo actúa como un perfil alar y genera ascender. De esta manera, se convierte en un cometa. La capacidad de un tubo para lograr y mantener el vuelo depende de un número de factores incluyendo la velocidad a la que el tubo está viajando, la forma y el tamaño del tubo, el peso del usuario, y cómo está orientado el propio tubo. Como la mayoría de los tubos no están diseñados para el vuelo, el piloto a menudo tiene poco o ningún control sobre el tubo después de que se tarda en el aire. Esto puede conducir a un accidente violento como el piloto, con o sin el tubo, ya cae de nuevo a la superficie del agua.
Se han introducido tubos especialmente diseñados al kite tubing para hacer frente a las pobres características de vuelo de la mayoría de los tubos y para apuntar amantes de la adrenalina. Estos tubos pueden disponer de canales para permitir que el aire fluya a través del cuerpo del tubo, una "ventana" transparente para el piloto para indicar el operador de la embarcación, así como más simplificados, diseños aerodinámicos.
A partir de julio 2006, se han reportado 39 lesiones y dos muertes por el kite tubing. Las lesiones han incluido una fractura en el cuello, pulmón perforado, costillas rotas, una conmoción cerebral y lesiones en el pecho, la espalda y la cara. Algunos accidentes se han vinculado a las ráfagas de viento que alteraron de forma inesperada las características de vuelo y los pilotos expulsados.
En cooperación con el U.S. Consumer Product Safety Commission (CPSC), Sportsstuff Inc. voluntariamente retiró el tubo de Wego Kite del mercado en 13 de julio, 2006.
En relación con el kite tubing es a la inflada cometa, un endurecido, ala vejiga gas inflado ala flexible o, donde el ala inflada kited, un ala de la vejiga de gas inflado ala flexible o rígida, donde  barra de control se fija para la persona kited para dirigir el ala inflada por lo que el peligro de bloqueo no se produce. La persona kited puede tener una des-conexión rápida de liberar desde un barco de remolque o en coche si un ángulo peligroso de remolque comienza.

### Tubingde verano
El tubing de verano es la variante en verano del tubing de nieve. Los tubos de fondo duro se deslizan por las laderas artificiales, generalmente de plástico especial. Pueden ser instalados en las montañas por las estaciones de esquí o puede encontrarse también en los parques de atracciones. [cita requerida]

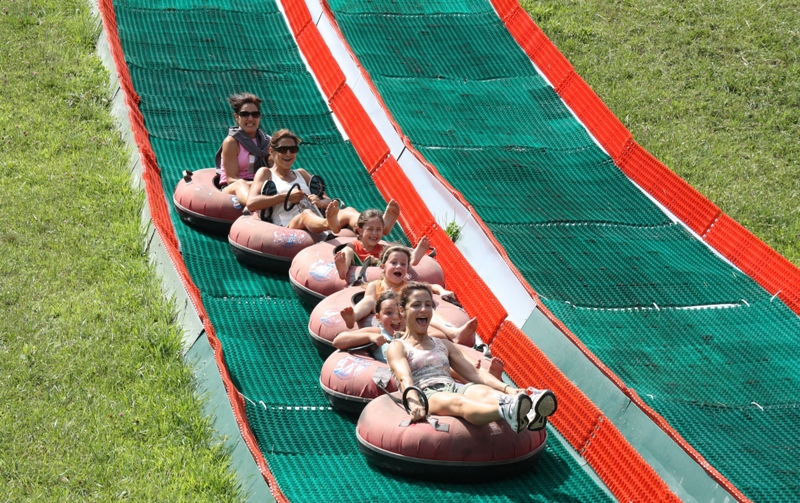
Neveplast summer tubing

## Equipamiento

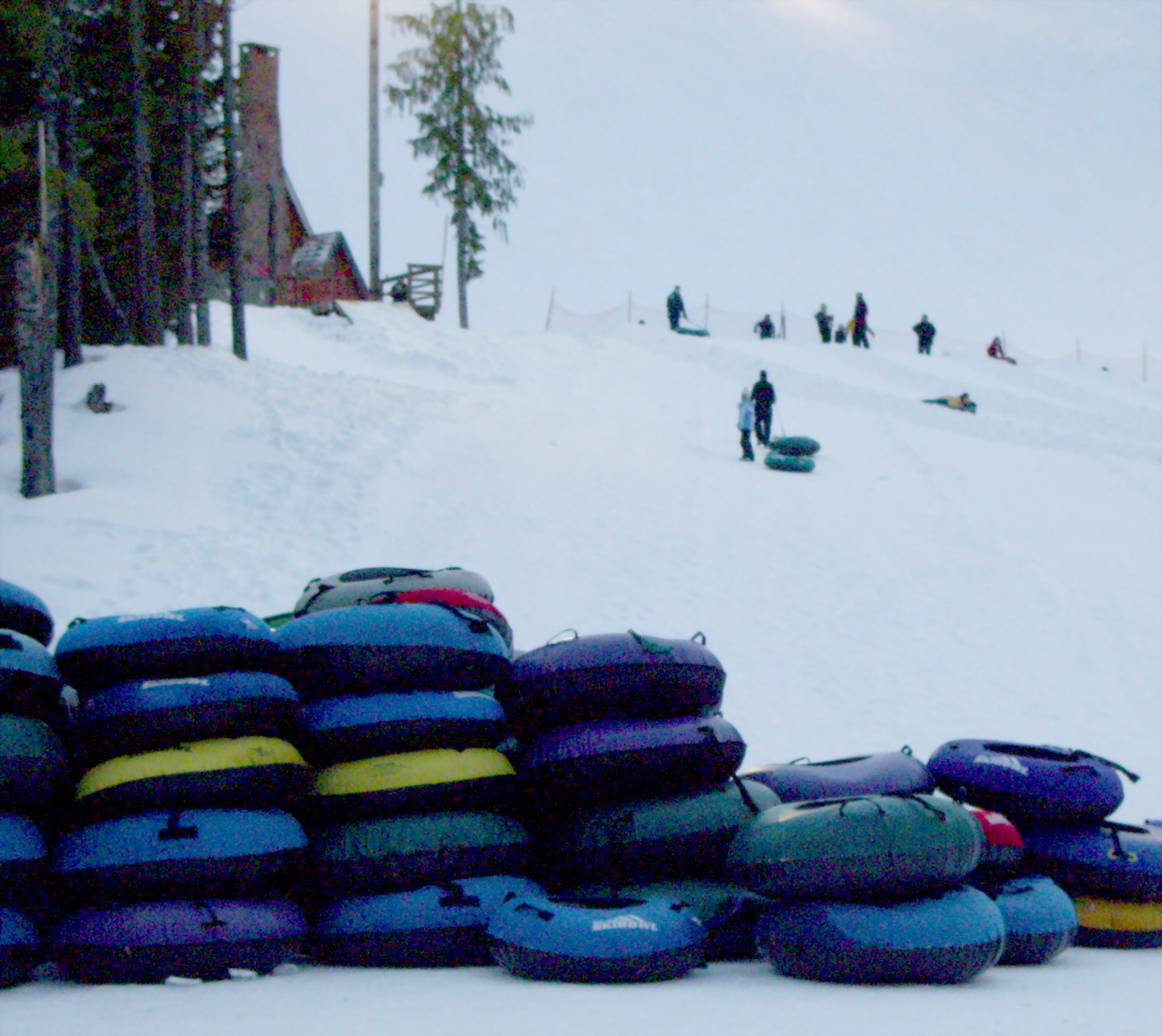
Piles of snow tubes

Tubing puede requerir diferentes piezas y tipos de equipos en función de la variedad de la tubería que se desea realizar.
Una pieza común de equipo a través de todas las formas de tubing es el tubo mismo. Aunque los tubos varían en la construcción, todos comparten las características generales de ser:
- Inflable
- Hecho de un material delgado, flexible, sintético, tal como corcho o plástico PVC
- Donut, disco, o forma de perro caliente.

### Agua
Los tubos para uso remolcable en agua generalmente no son verdaderas cámaras de aire, sino más bien los tubos especialmente diseñados con el propósito de recreación. Estos tubos son a menudo bastante durables y vienen en formas de disco o rosquilla. Un manguito de tela sintética a menudo cubre el tubo para evitar que se convierta alargado durante el remolque. Tales manguitos comúnmente tienen asas para el piloto se sostenga y como punto de anclaje para la línea de remolque al estar unidos.
Un tubo de remolque o tubos también requieren como potencia una moto acuática, una lancha o moto acuática,  como también una cuerda para atar los tubos de este tipo de embarcaciones.
Los tubos utilizados en el tubing de flotado libre han sido verdaderas cámaras de aire,, Pero tubos vendidos comercialmente para el mismo propósito se están convirtiendo en lugar común. Estos tubos están casi siempre forma de rosquilla para permitir a las personas sentarse cómodamente sobre su espalda en la parte superior del tubo con las nalgas en el centro. Este tipo de tubo rara vez tiene asas o una manga y sería un mal desempeño como remolcable. Otro tipo de tubo de agua tiene un panel de madera insertada a través del agujero en el centro del tubo para evitar que las rocas en el río apareciendo en el tubo y dañar al conductor en zonas de aguas poco profundas.
El tubing tradicional de tubos interiores es el popular pasatiempo en el río Nam en Vang Vieng, Laos. Backpackers acuden a esta ciudad para experimentar esto.

### Nieve
Tubos utilizados para montar en la nieve a veces son tubos especialmente diseñados con centros hoyuelos en lugar de un agujero "rosquilla". Esto evita que el conductor y el propio tubo arrastre en la nieve. Los tubos de nieve pueden ser diseñados para tener asas.

## Terminología

### Agua[14]
- Cerveza Balsa - ¿Es una balsa o un refrigerador inflable especialmente diseñado con el propósito de los cuales es mantener hielo, bebidas, alimentos y bebidas más importante de adultos. También comúnmente llamado "Beertanic"
- Kubing - El acto de la tubería por un río junto a un barril de cerveza situada en el interior de otro tubo interior.
- Galleta - Un apodo utilizado para describir la forma de un tubo que se asemeja a un disco.
- Donut – Un apodo utilizado para describir la forma de un tubo con un agujero en el centro.
- Drop In Point - Es el lugar en el que un flotador comienza y tubérculos transición de la tierra al agua.
- Float - Es un evento en el que un grupo se reúne con el único propósito de hacer su camino por un río en tubos para el disfrute.
- Flotilla - Se refiere a un grupo de dos o más tubos flotantes por un río mientras que compartir suministros y compañía. A menudo, los tubos se van a unir con una cuerda.
- Punto de Salida - ¿Es la ubicación en el extremo del flotador donde tubérculos salir del río.
- Isla - Es más grande que un tubo, pero no es una balsa. Una isla puede caber cuatro o más personas, pero aún mantiene una forma circular y tiene poca capacidad de maniobra.
- Punto de interés - Un lugar que sea interesante o útil. Puede ser un lugar para encontrarse en el río, una atracción natural, o un punto peligroso que uno debe tener en cuenta.
- Portage – Es un punto a lo largo de la carroza en la que los tubérculos tienen que salir con sus tubos y caminar debido a la baja de agua o corrientes de agua peligrosas
- Bomba - Es un manual o un dispositivo eléctrico utilizado para inflar un tubo o balsa.
- Balsa - Es un inflable con forma de barco que puede contener 1 o más tubérculos además de suministros. Balsas vienen a menudo con remos, pero los remos no son necesarias para la tubería.
- Tubo - El vehículo utilizado para mantenerse a flote, mientras que la tubería, a menudo inflable
- tubers - La gente que participa en el tubing.
- Tubing – El acto de flotando en un río por diversión.
- Zapatos de agua - zapatos usados para proteger los pies al caminar en el agua y sobre las rocas. A menudo se utilizan Tevas, Keens o Crocs.